# Das Mord-Menü
Das Mord-Menü ist ein Fernsehspiel nach dem Theaterstück Deadly Embrace von Eric Paice.

## Handlung
Die Professorengattin Julia Shepherd aus Cambridge hat ihren Ehemann Michael soeben nach einem erneuten Seitensprung aus dem Haus geworfen. Anlass war eine verräterische Karte aus Connecticut (USA), unterzeichnet Dein Kuschelchen. Während ihre Freundin Liz versucht, Julia zu trösten, sinniert die voller Rachegedanken: „Ich wünschte, er wäre tot – dann wäre er für mich wenigstens noch die Viertelmillion Lebensversicherung wert!“ Liz verabschiedet sich mit dem Ratschlag, Julia sollte ein neues Leben anfangen und sich einen Liebhaber zulegen – oder auch zwei.
Am Abend taucht der Vertreter Steven auf, der angeblich ein Update auf Michaels PC aufspielen und ihm ein neues Modell vorführen sollte. Aus Neugier lässt Julia sich den Computer zeigen (darauf ist ein Programm zur Unterhaltung für verlassene Ehefrauen) und schläft in der folgenden Nacht mit Steven. Als sie am nächsten Tag erneut mit dem Rechner herumspielt, stößt sie auf ein Programm namens „Mord“. Steven kann sich dies nicht erklären; er vermutet, dass es sich um ein Spiel handelt, das von einem vorherigen Nutzer auf der Festplatte installiert wurde.
Als sie gemeinsam das „Spiel“ ausprobieren wollen, bietet dieses in einem ausgefeilten Nutzerdialog Hilfe bei der Planung eines perfekten Mordes an. Es stellt Fragen nach der zu ermordenden Person, der Mordwaffe (Gift) und fragt schließlich, ob das Opfer Patient in einem Krankenhaus sei. Als Julia „Mid-Anglia Hospital“ angibt, bekommt sie angeboten: „Dortiger Computer ist kompatibel; soll der Mord ausgeführt werden?“ Danach verlangt der Rechner einen Modemzugang und Steven schließt das Modem an. Der Rechner verbindet sich mit dem Krankenhaus, öffnet die elektronische Krankenakte von Julias Mann und empfiehlt einen Mord durch Verzehnfachen der Dosis von dessen Herzmedikament (Digitalis). Michael würde beim nächsten Mal in der Apotheke die falschen Tabletten bekommen und an Herzversagen sterben; eine Untersuchung könnte dann allenfalls einen Fehler des Krankenhauses aufzeigen. Steven führt Julia vor, wie die Daten geändert werden. Als er dies dann rückgängig machen will, hält sie ihn zurück. Schließlich bietet Julia Steven eine Beteiligung an: Sie würde einen Teil der Versicherungssumme in Stevens Firma investieren.
Am nächsten Tag – nach Michaels üblichem Termin im Krankenhaus – wollen Julia und Steven ihre Spuren verwischen und die Medikamentendosis auf den alten Wert zurücksetzen. Doch dies verzögert sich; aus irgendeinem Grund ist die Patientenakte gerade nicht verfügbar. Als sie einige Minuten später den Zugang erhalten, ist die Dosis merkwürdigerweise bereits zurückgesetzt. Dies können sie sich nicht erklären. Steven löscht das verräterische Programm und beide brechen nach Paris auf.
Als sie von dort zurückkommen, wartet eine ganze Reihe Überraschungen, unter anderem die Zeitungen der vergangenen Tage – ohne den erwarteten Artikel über den plötzlichen Tod von Professor Shepherd; dann ein Anruf von einem Hotel in der Umgebung, Professor Shepherd hätte dort einen Teil seines Handgepäcks vergessen. Julia lässt dieses per Taxi schicken: ein Pyjama von Michael mit dem Geruch von Liz’ Parfum – und deren Ohrring, den Julia ihr zum Geburtstag geschenkt hatte.
Als Liz kurz darauf erscheint, stellt Julia sie zur Rede. Ohne Schuldbewusstsein erklärt Liz daraufhin:
- Tatsächlich war sie die Geliebte von Michael – aber keineswegs die einzige, denn seit einem halben Jahr sei zwischen ihnen „nichts mehr gelaufen“.
- Auch war sie nicht „Kuschelchen“; dies müsse Michaels neue Geliebte sein.
- Auch wenn sie – zum ersten Mal seit einem halben Jahr – wieder mit Michael geschlafen habe, habe sie ihm doch noch in derselben Nacht nahegelegt, seine Seitensprünge zu beenden – nur deshalb sei sie zu ihm gegangen.
- Michael habe dies sogar zugesagt, und eigentlich müsste er jeden Augenblick hier auftauchen für eine tränenreiche Versöhnung.

Minuten später ist Michael tatsächlich „da“: Julia findet ihn tot in ihrem Ehebett.
Am nächsten Morgen – nach dem Schock – ist sie erleichtert, als der Arzt „Herzversagen beim Treppensteigen“ diagnostiziert und auf eine Autopsie verzichtet. Weniger begeistert ist sie davon, dass Michael seine Geliebte Liz zur Testamentsvollstreckerin ernannt hatte – und seinen Körper der Wissenschaft vermacht.
In die Diskussion mit Liz platzt Alex; Psychologiestudentin und Julias Stieftochter aus Michaels erster Ehe. Julia ist überrascht, dass Alex und Steven sich kennen: Dieser war Dozent an Alex’ Universität. Und sie hatte das Mord-Programm in Stevens Programmierkurs entwickelt – als Übung ohne kriminelle Absichten. Die benutzten Zugangsdaten der Klinik stammten von einer Kommilitonin, deren Vater an dem bewussten Krankenhaus arbeitet. Außerdem hatte sie ein Verhältnis mit Steven – und von ihr wusste der, dass Alex’ Vater ein lukratives Opfer war. Anschließend hatte er das Programm samt dem Rechner gestohlen, um sich zu Julias Komplizen zu machen und mitzukassieren. Alex hatte dies erkannt: Nachdem sie sein Auto vor Julias Haus gesehen hatte, wollte sie den Mord verhindern; sie hatte die Dosis von einem Rechner ihrer Universität aus zurückgesetzt, doch leider einige Minuten zu spät. Außerdem erklärt sie, dass Steven das Mordprogramm nicht löschen konnte, weil es im ROM-Speicher eingebrannt war.
Eiskalt schlägt Steven vor, künftig eine sexuelle Beziehung mit beiden Frauen zu führen – nachdem sie wegen des gemeinschaftlich begangenen Mordes ohnehin aneinander gefesselt seien und nicht zur Polizei gehen könnten, aber das Programm müsse raus – und wenn er das Ding zerhacken müsse. Alex erklärt, dass es dafür zu spät sei, weil sie das Programm während ihres Gesprächs als Beweis über das Modem auf einen Rechner der Yale-Universität kopiert habe – in Connecticut. Dort ist Kuschelchen, ihre leibliche Mutter. Und Michael hatte in den letzten Monaten geplant, zu dieser zurückzukehren – in Alex’ Augen das Motiv für den Mord.
Als Julia flüchten will, erklärt Alex ruhig: „Wir stehen am Anfang des Computerzeitalters. Bald werden alle Krankenhäuser miteinander vernetzt sein. Und wenn es so weit ist, werden wir dich finden. Du darfst niemals krank werden. Du darfst keinen Unfall haben. Du darfst nicht alt werden!“ Und dann tippt sie auf dem Rechner: „Auf bald, Mutter!“ Sofort erscheint die Antwort: „Wir haben viel Zeit.“

## Dramaturgie
In der Erzähltechnik erinnert das Stück an die Tragödien von Friedrich Dürrenmatt: Noch zu Beginn der Schlussszene scheint die Protagonistin – nicht ohne Glück – alle ihre Ziele erreicht zu haben. Doch dann stellt sich heraus, dass sie nur das letzte Glied in einer ganzen Kette von Manipulationen war. Sie wird von dem Verbrechen niemals wirklich profitieren, sondern hat auch Chancen aus ihrem Leben vor dem Verbrechen (die Rückkehr ihres Mannes) verloren – und steht nun nur noch vor der Wahl zwischen einem Leben in Angst oder einer Mordanklage.
Der Science-Fiction ist das Stück – auch wenn die Fähigkeiten des Computers zunächst sehr utopisch erschienen – definitiv nicht zuzurechnen, denn diese werden letztlich komplett aus dem damaligen Stand der Technik erklärt: Modems waren – in Ländern mit liberaler Telekommunikationsgesetzgebung – durchaus verfügbar, und das Umgehen von Sicherungsmaßnahmen durch Social Engineering ist seitdem nicht weniger aktuell. Auch die scheinbare „Intelligenz“ des Computers entpuppt sich als gezielte Programmierung um Julia zu manipulieren. Elektronische Patientenakten waren zwar noch neu, doch ihre flächendeckende Verbreitung wird bereits korrekt vorhergesagt. Allerdings haben Krankenhäuser längst entsprechende Sicherungssysteme entwickelt, um eben solche „Giftmorde per Computer“ auszuschließen.

## Zum Titel
Zum Zeitpunkt der Produktion wurden die meisten Rechner noch komplett mit der Tastatur bedient. Um dem Nutzer das Tippen langer Kommandos zu ersparen, wurden mögliche Aktionen als „Menü“, also als alphanumerische Auswahl angezeigt, die nur das Drücken einer einzelnen Taste erforderte, etwa „A – Vorhandenes Dokument öffnen“. Solche Benutzeroberflächen galten damals als sehr fortschrittlich und wurden erst durch die Verbreitung der Maus obsolet. Dennoch hat sich die Bezeichnung „Menü“ etwa für Auswahlboxen in der Kopfzeile erhalten.

## Musik
Die Filmmusik wird auf einem 1-Kanal-Synthesizer eingespielt und erinnert an die Hintergrundmusik damaliger Computerspiele.

## Trivia
- Der gezeigte Rechner („Aladdin mit 512 Kilobyte Arbeitsspeicher“) ist ein Commodore PC-10, zum Zeitpunkt der Produktion tatsächlich ein gängiger IBM-kompatibler Bürorechner. Allerdings zeigt das Gerät im Film eine sehr grobe Textdarstellung (20 Zeichen pro Zeile); vermutlich für eine bessere „Abfilmbarkeit“ im PAL-Fernsehen.
- Die Benutzeroberfläche ist fiktiv und hat nichts mit dem damals gebräuchlichen MS-DOS zu tun. Allerdings wäre aus der Dramaturgie durchaus denkbar, dass diese komplett von Steven programmiert wurde, um Julia auf das Mord-Programm zu lotsen.
- Besuche von Vertretern für Software-Updates waren damals bei Premiummarken durchaus nicht unüblich – die gängigen Betriebssysteme erlaubten noch kein Update per Datenfernübertragung. Bei solchen Gelegenheiten wurden tatsächlich neue Produkte gezeigt und mitunter auch Wartungsarbeiten an den – damals sehr teuren und empfindlichen – Laufwerken durchgeführt.